# Waterman (astrologie)

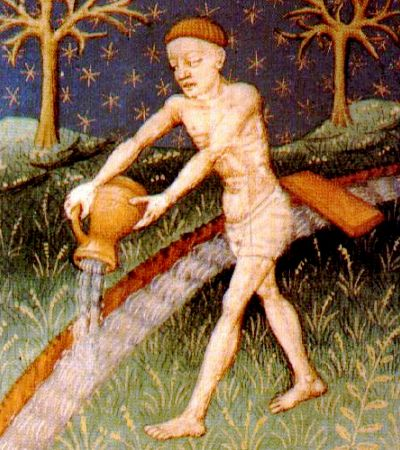
Waterman (Aquarius)

Astrologisch symbool voor Waterman

Waterman (Latijn: Aquarius) is het elfde astrologische teken van de dierenriem, oorspronkelijk afgeleid van het astronomische sterrenbeeld Waterman, met als symbool de waterdrager. De heerser van dit teken is Uranus. Als gevolg van de recessie van het lentepunt valt het teken niet meer samen met het sterrenbeeld. In de westerse astrologie is Waterman het zonneteken van mensen die geboren zijn vanaf ca. 21 januari tot ca. 19 februari.
Waterman is het elfde teken van de dierenriem (die begint op 0 graden Ram) en bestrijkt dus de op de ecliptica afgemeten boog vanaf 300 graden tot 330 graden voorbij het lentepunt. Waterman behoort tot de vier vaste tekens en wordt verder geassocieerd met het element Lucht en de mannelijke, positieve tekens. Traditioneel was de heerser van Waterman Saturnus. Sinds zijn ontdekking heeft Uranus deze rol overgenomen als moderne heerser van het teken. Als elfde teken wordt Waterman ook geassocieerd met het astrologische elfde huis. Volgens Claudius Ptolemaeus en zijn Tetrabiblos wordt het eerste decanaat van Waterman (0-10°) geregeerd door Venus, het tweede decanaat (10-20°) door Mercurius en het derde (20-30°) door Maan, wat de typologie bij de gewone zonnetekenastrologie verder kan verfijnen: 36 in plaats van 12 typen persoonlijkheden.

## Toelichting bij 'zonnetekens'
Iemands 'zonneteken' of 'sterrenbeeld' wordt in de astrologie bepaald door de plaats van de Zon tijdens de geboorte. De westerse astrologie gebruikt bij de duiding van gebeurtenissen twaalf 'partjes' van de baan die de zon in de loop van het jaar schijnbaar langs de hemel maakt. Die partjes zijn de zonnetekens of kortweg de tekens, te beginnen met Ram bij het lentepunt. 'Sterrenbeelden' zijn eigenlijk de astronomische constellaties aan de hemel en die komen niet meer overeen met de twaalf sectoren die de astrologie gebruikt. Sommige auteurs van astrologierubrieken in de krant maken uitsluitend gebruik van deze zonnepositie, zoals 'Zon in Ram of 'Zon in Weegschaal' om er een horoscoop mee te maken. Deze rubrieken werken met een bijzonder gereduceerde methode en worden door de meeste astrologen niet serieus genomen.

## Leer der elementen
In de oudheid (zie Claudius Ptolemaeus) en in de middeleeuwen werden door astrologen vier elementen onderscheiden: vuur, water, lucht en aarde, die onder meer de verschillende temperamenten aanduiden:
- Cholerisch: Vuur
- Melancholisch: Aarde
- Sanguinisch: Lucht
- Flegmatisch: Water

Deze kunnen elk in drie vormen (of 'kruizen') voorkomen: hoofd, vast en beweeglijk. Er zijn daarom twaalf combinaties mogelijk en daarom zijn er ook twaalf dierenriemtekens. De Waterman symboliseert volgens de astrologie lucht (sanguinisch) en vast. Waterman is bovendien een van de positieve tekens. Met de andere luchttekens (Weegschaal en Tweelingen) deelt Waterman zijn intellectuele en sociale vermogens, zijn idealisme en spontaniteit, onbevooroordeeldheid, alsook een eerder abstracte en koude benadering van emoties van anderen, gekoppeld aan een sterke vrijheidsdrang.

## Compatibele tekens
De tak van de astrologie die zich bezighoudt met de grondige analyse van horoscopen van partners heet synastrie. Hierbij worden de horoscopen met allerlei technieken met elkaar vergeleken. In de zonnetekenastrologie (popastrologie) zoals hier besproken worden echter meer algemene beweringen gedaan op grond van de plaats van de Zon bij beide partners:
Waterman wordt compatibel geacht met de andere luchttekens Tweelingen en Weegschaal, en verder met de tekens die op een afstand van een sextiel (60 graden of twee tekens ervandaan) staan: Boogschutter en Ram. Dit is overigens geen persoonlijke aanwijzing, maar eerder een algemeen astrologisch beginsel, dat ook in andere astrologische takken behalve de zonnetekenastrologie en de relatiehoroscoop geldt: het sextiel (60 °) wordt samen met de driehoek (120 °) in de westerse astrologie immers als een gunstig aspect beschouwd.

## Het Watermantijdperk
Dit is in de astrologische visie een nieuw tijdperk. Het zogeheten lentepunt van de zon verschuift langs de sterrenbeelden van de dierenriem (de zogenaamde recessie van het lentepunt). Vanuit het sterrenbeeld Vissen gaat het stilaan naar de Waterman. Aangezien een volledige omgang van de zon langs alle twaalf tekens van de dierenriem circa 26.000 jaar in beslag neemt, duurt elk tijdperk gemiddeld 2150 jaar. Sommige astrologen geloven dat deze generatie mensen zich anders gaan gedragen en met andere uitdagingen te maken zullen krijgen dan die uit het Vissentijdperk.